# Rio Atelchu
O rio Atelchu é um rio do estado de Mato Grosso no oeste do Brasil.